# نسليهان ياكوبولو
نسليهان ياكوبولو مواليد 26 سبتمبر 1990 في قسطموني، تركيا، هي لاعبة كرة يد تركية. تلعب في الدوري التركي لكرة اليد للسيدات. مثلت منتخب تركيا لكرة اليد للسيدات.